# Jordan National Gallery of Fine Arts

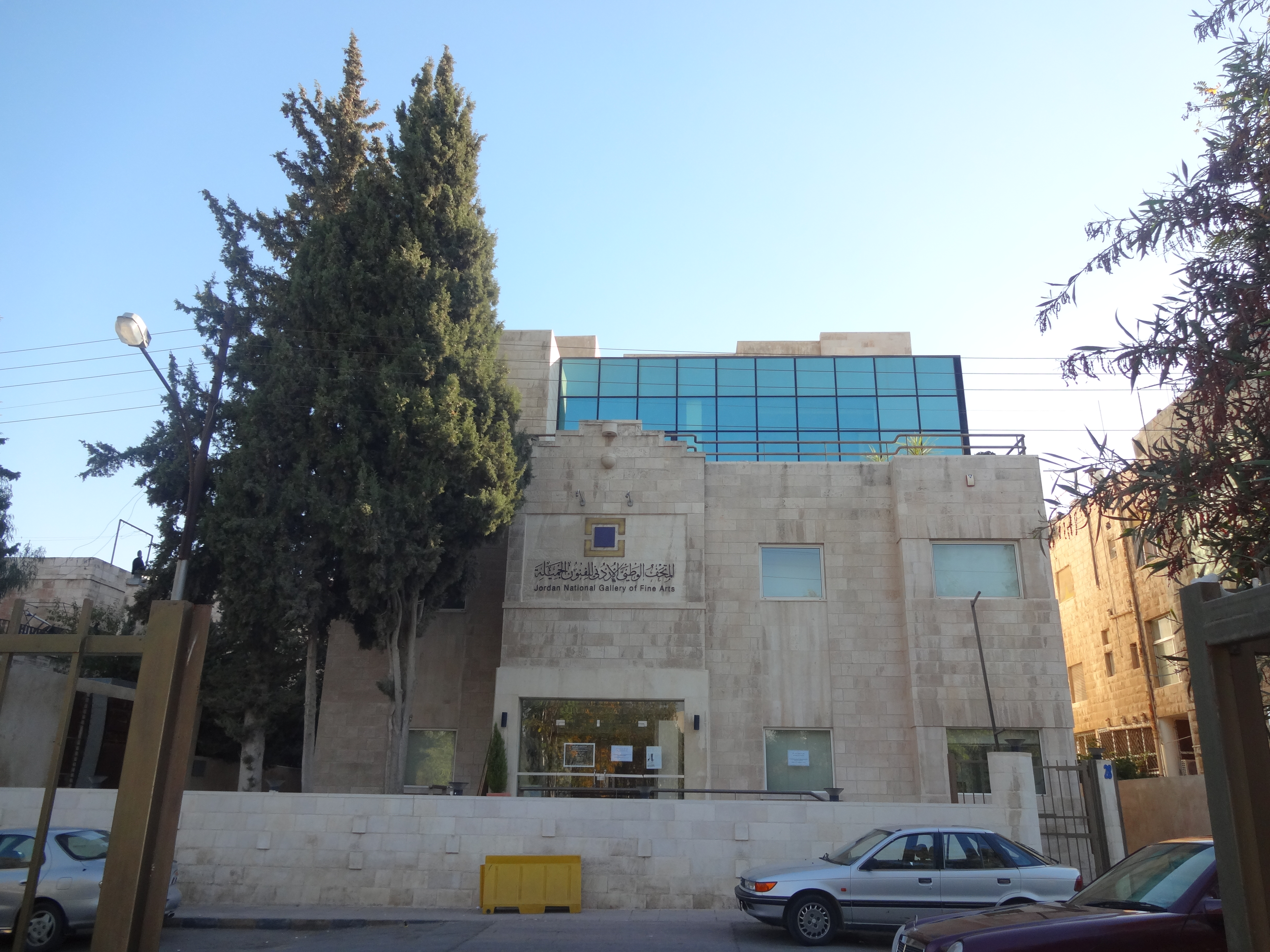
Museumsbau für Wechselausstellungen

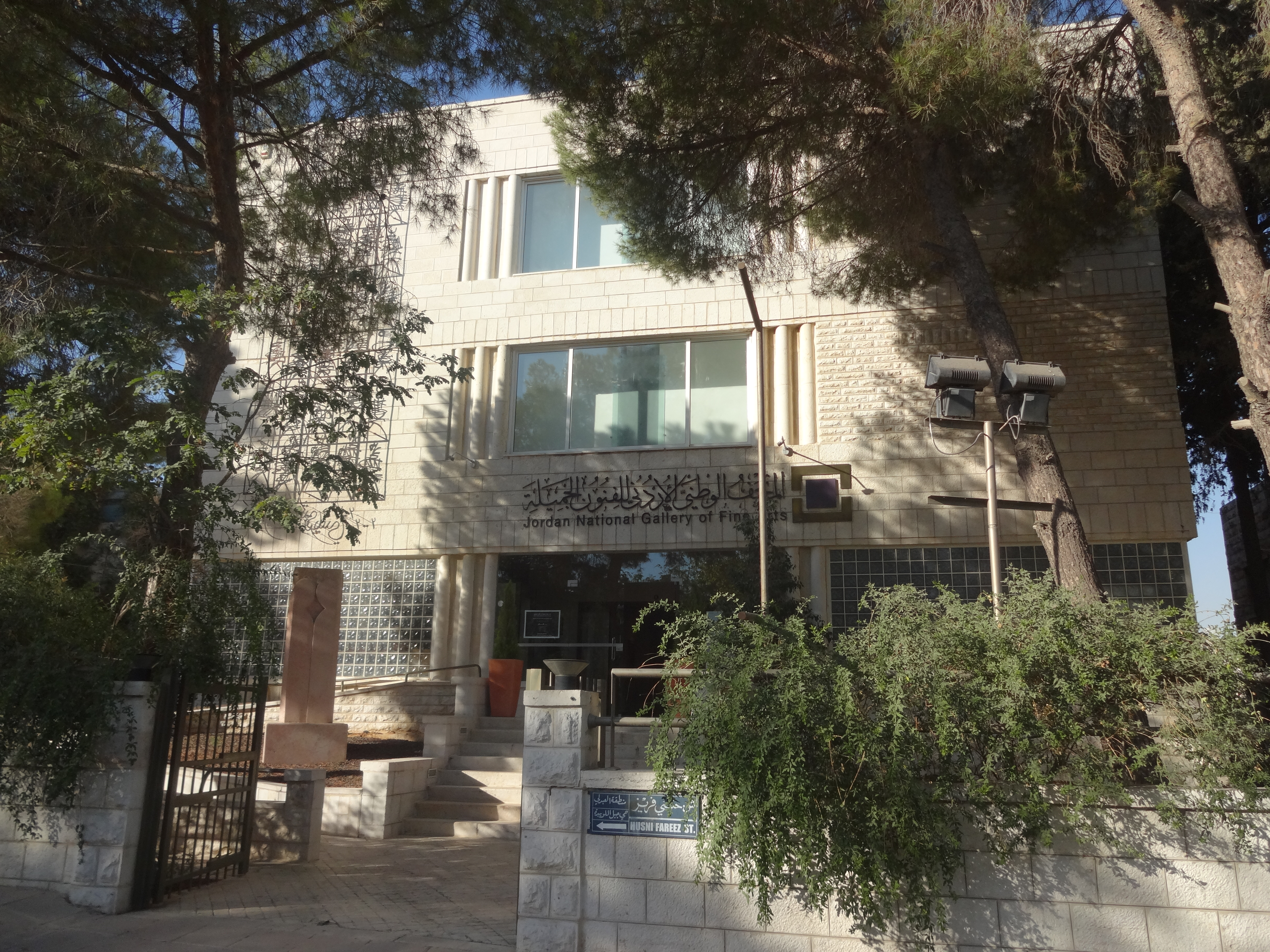
Museumsbau für die Sammlung

Die Jordan National Gallery of Fine Arts (arabisch المتحف الوطني للفنون الجميلة في الأردن, DMG al-matḥaf al-waṭanī li-l-funūn al-ǧamīla fī l-Urdunn) ist ein Museum für zeitgenössische Kunst in Amman in Jordanien.

## Geschichte
Das Museum wurde im Februar 1980 von der Royal Society of Fine Arts unter Mitwirkung der Künstlerin und Kunsttheoretikerin Wijdan mit 77 Werken gegründet. Die offizielle Einweihung fand unter der Schirmherrschaft des damaligen Königs Hussein I. und von Königin Nūr al-Hussain statt. Das Museum wurde unter dem jordanischen Architekten Mohamed al-Asad (* 1961) erweitert und renoviert. Er erhielt dafür 2007 den Aga Khan Award for Architecture.
Die Sammlung umfasst über 2000 Werke, darunter Gemälde, Drucke, Skulpturen, Fotografien, Installationen, Webereien und Keramiken von mehr als 800 Künstlern aus 59 Entwicklungsländern in Asien und Afrika. So finden sich beispielsweise die Arbeiten von Hakeem al-Aqel, Larissa Sansour, Mukaram Hakhandouqa, Abdel Raouf Shamoun, Fahrelnissa Zeid, Salam Kan'an, Ghassan Abu Laban, Laila Hajbi, Ibrahim Najjar, Jamal Ashour und anderer Künstler. Ein Artikel in der Neuen Zürcher Zeitung bemängelte im Januar 2013 die „völlige Absenz jeglicher Vermittlung“ durch Saaltexte zum Verständnis der Werke.